# Gerarda Van Steelandt

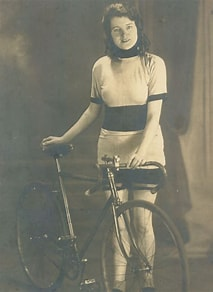
Gerarda Van Steelandt naast haar fiets.

Gerarda Van Steelandt (Nieuwkerken-Waas, 30 oktober 1910 – aldaar, 11 februari 2006) was een Belgische wielrenster. Ze wordt beschouwd als de eerste vrouwelijke wielrenner uit Nieuwkerken-Waas en was actief in de jaren 1920 en 1930. Van Steelandt behaalde talrijke overwinningen op de weg en op de piste.

## Biografie
Gerarda Van Steelandt werd geboren in Nieuwkerken-Waas. Als jong meisje verkocht ze ijs met een stootkarretje, wat bijdroeg aan haar fysieke conditie. Haar interesse in de wielersport ontstond tijdens lokale kermiskoersen waar ze ijsjes verkocht. In 1927 nam ze deel aan haar eerste wielerwedstrijd voor dames, georganiseerd door café-uitbater Jef Heuninckx. Ze reed op een geleende herenfiets en werd enthousiast onthaald door het publiek. Dankzij een geldinzameling kon ze haar eigen koersfiets aanschaffen.

## Wielercarrière
Tussen 1927 en 1934 behaalde Van Steelandt ongeveer vijftig overwinningen. Ze won onder andere het Kampioenschap van Vlaanderen en werd tweede op het Europees kampioenschap in Rijsel. Daarnaast veroverde ze meerdere Belgische en provinciale titels. Ze was actief op de weg én op de piste, en toonde haar talent ook tijdens fietsen-op-rollen, onder meer in het Rubenspaleis in Antwerpen in 1931.
In 1934 beëindigde ze haar wielercarrière. In 1937 huwde ze met Leo Cathoor uit Haasdonk. Het echtpaar kreeg twee dochters. Van Steelandt werkte nadien als verkoopster in de Sarma in Sint-Niklaas en later in een wasserij.

## Erfgoed en erkenning
Gerarda Van Steelandt bleef haar hele leven een fervent volger van de wielersport en was een trouwe supporter van dorpsgenoot Tom Steels. Tot op hoge leeftijd woonde ze wielerwedstrijden bij, vaak als eregast of bloemenmeisje. Ze overleed in 2006 op 95-jarige leeftijd.
In juni 2024 werd een fietsbrug over het kruispunt Vijfstraten in Nieuwkerken-Waas naar haar vernoemd: de Gerardabrug. Deze brug maakt deel uit van de F4-fietsroute tussen Antwerpen en Gent. Onder de brug werd een straatkunstwerk aangebracht dat haar wielerloopbaan eert.

## Nalatenschap
Van Steelandt documenteerde haar carrière zorgvuldig met foto’s en krantenknipsels, wat uitzonderlijk was voor een vrouwelijke sporter in haar tijd. Haar dochter getuigde dat wielrennen altijd een centrale rol speelde in het gezinsleven. Gerarda bleef fietsen tot ver in haar tachtigste levensjaar.
De recente opmars van het vrouwenwielrennen zou haar naar verluidt bijzonder trots hebben gemaakt. Tot haar laatste levensjaar bleef ze betrokken bij de sport en onderhield ze contact met andere wielrensters uit haar generatie.